# 秦华孙
秦华孙（1935年9月—2017年2月3日），江苏高邮人，中华人民共和国外交家，1955年3月加入中国共产党，曾任中华人民共和国常驻联合国代表。

## 生平
1961年，毕业于外交学院，进入中华人民共和国外交部工作。1971年，秦华孙被派任驻塞拉利昂大使馆三秘、二秘。1980年回国，担任中华人民共和国外交部新闻司处长、参赞。1984年，派任常驻联合国日内瓦办事处代表团参赞、副代表。1987年9月，改任中华人民共和国常驻联合国维也纳办事处代表、大使。1990年6月，再次回外交部，担任外交部国际司司长。1993年2月，升任外交部部长助理。1995年6月，他担任中华人民共和国常驻联合国代表。2002年2月，自驻联合国代表离任。
1998年，当选为中国人民政治协商会议第九届全国委员会委员。
2017年2月3日在北京逝世，享年82岁。

## 著作
秦华孙著有《出使联合国》一书。